# Menios Koutsogiorgas
Agamemnon Koutsogiorgas, meist Menios Koutsogiorgas, (griechisch Αγαμέμνων Κουτσόγιωργας; * 10. Mai 1922 in Rodini; † 18. April 1991 in Athen) war ein griechischer Jurist und Politiker der Partei  Panellinio Sosialistiko Kinima (PASOK).
Während der PASOK-Regierung in den Jahren von 1981 bis 1989 gehörte Koutsogiorgas als Innen- und Justizminister zu den mächtigsten Kabinettsmitgliedern und wurde lange als Ministerpräsident Andreas Papandreous Nachfolger gehandelt. Wegen seiner Verwicklungen in den Finanzskandal um Georgios Koskotas und dessen Bank von Kreta musste er zurücktreten und wurde angeklagt. Koutsogiorgas brach während der Verhandlung am 11. April 1991 im Gerichtssaal zusammen und starb eine Woche später.

## Leben
Koutsogiorgas wurde 1922 im Dorf Rodini der Provinz Achaia auf der Peloponnes geboren. Während der Besetzung Griechenlands während des Zweiten Weltkrieges war Koutsogiorgas in der griechischen Widerstandsgruppe  Omiros aktiv und wurde von italienischen Besatzungstruppen verhaftet. Er studierte in Athen Rechtswissenschaften und erreichte 1945 seinen Abschluss. Im selben Jahr wurde er Polizeioffizier bei der Athener Stadtpolizei. Sieben Jahre lang arbeitete er dort, bevor er 1952 kündigte, um in der eigenen Kanzlei als Rechtsanwalt zu arbeiten. Im Jahr 1958 erhielt er einen weiterführenden Abschluss in Öffentlichem Recht an der Universität Paris.
In der Nachkriegszeit wurde er ein bekannter Anwalt und stand Georgios Papandreou nahe, dem Vorsitzenden der Liberalen Partei Griechenlands (später Enosis Kendrou). Nach der Aufdeckung der Aspida-Konspiration im Jahr 1965 war er Verteidiger von Georgios Papandreous Sohn Andreas Papandreou.
Während der griechischen Militärdiktatur von 1967 bis 1974 beteiligte sich Koutsogiorgas bereits früh an Versuchen, bewaffneten Widerstand gegen das Regime zu organisieren. Er wurde verhaftet und inhaftiert, nachdem in seinem Haus Waffen und Funksender entdeckt worden waren. Nach seiner Freilassung wurde er 1970 erneut verhaftet und eine Weile festgehalten, während er von der berüchtigten griechischen Militärpolizei verhört wurde.

## Politische Karriere
Als enger Freund von Andreas Papandreou wurde Koutsogiorgas Gründungsmitglied der PASOK. Bei der ersten Parlamentswahl nach dem Fall des Militärregimes wurde Koutsogiorgas im November 1974 Abgeordneter im griechischen Parlament für die Präfektur Achaia und wurde bis 1989 immer wieder gewählt. In der ersten PASOK-Regierung wurde er am 21. Oktober 1981 „Minister beim Präsidenten der Regierung“. Am 17. Januar 1984 wurde er zum Innenminister berufen. Er behielt dieses Amt bis zu seinem Rücktritt vor den Parlamentswahlen am 9. Mai 1985. In der politischen Krise im März 1985 um eine zweite Amtszeit von Staatspräsident Konstantinos Karamanlis spielte er eine bedeutende Rolle. Ministerpräsident Papandreou hatte Karamanlis mehrfach die Unterstützung für eine Wiederwahl zugesagt, doch die Parteibasis der PASOK und Koutsogiorgas waren strikt dagegen. Schließlich schlug PASOK vermutlich aufgrund des Beharrens von Koutsogiorgas den Richter Christos Sartzetakis für den Posten vor.
Nach dem Wahlsieg der PASOK wurde Koutsogiorgas am 5. Juni 1985 erneut Innenminister. Bei der Kabinettsumbildung am 26. Juli 1985 übernahm er außerdem bis zum 25. April 1986 das Ressort für öffentliche Ordnung. Er blieb bis zum 5. Februar 1987 Innenminister und wurde am 23. September 1987 Stellvertretender Ministerpräsident und Justizminister. Während Papandreous Erkrankung im Jahr 1988 und seinem Aufenthalt in Großbritannien für eine Bypass-Operation in den Monaten August bis September, fungierte Koutsogiorgas als Ministerpräsident.
In dieser Zeit geriet Koutsogiorgas verstärkt in die Kritik von Presse und Anhängerschaft der PASOK aufgrund seines Auftretens in der Affäre um George Koskotas und dessen Bankenskandal, weil er noch im Sommer 1988 ein „Geheimhaltungsgesetz“ im Parlament durchsetzte, dass Koskotas noch einmal der Vertraulichkeit des Bankgeheimnisses zugesichert wurde und sich so jeder Überprüfung entziehen konnte. Zuvor war bekannt geworden, dass Staatsbetriebe ihre Gelder von großen Banken abziehen und Koskotas’ Bank von Kreta übertragen mussten. Dort sorgte Koskotas dafür, dass die Regierungsgelder mit nicht mehr als zwei oder drei Prozent verzinst wurden, obwohl Bankguthaben in Griechenland zu jener Zeit normalerweise mit 15 Prozent verzinst wurden. Die Differenz wurde an die Politiker verteilt. Betriebsprüfungen wurden Pasok-Funktionären höchstpersönlich verhindert.
Doch Koutsogiorgas genoss weiterhin die Unterstützung von Papandreou: Obwohl er am 18. November 1988 gezwungen war, das Amt des Vizepräsidenten und des Justizministers niederzulegen, wurde er erneut zum „Minister beim Präsidenten der Regierung“ ernannt. Die Krise erreichte ihren Höhepunkt im März 1989, als Tonbänder mit Gesprächen zwischen Koskotas’ Ehefrau und einem Mitarbeiter von Koskotas von Koskotas selbst veröffentlicht wurden. Die Bänder sollten zeigen, dass Koutsogiorgas zwei Millionen US-Dollar auf ein Schweizer Bankkonto erhalten hatte, weil er das Bankgeheimnisgesetz für Koskotas „angepasst“ hatte. Koutsogiorgas bestritt diese Behauptungen und beschuldigte Koskotas, er habe versucht, die Regierung zu erpressen, nachdem er sich dem Zugriff des griechischen Rechts entzogen hatte sein Imperium zusammengebrochen war.
Papandreou überstand die Vertrauensfrage im Parlament, doch Koutsogiorgas reichte am 16. März 1989 seinen Rücktritt ein. Die Untersuchungen ergaben, dass ein enger Mitarbeiter von Koskotas, I. Matzouranis, der früher Mitglied der PASOK-Regierung war und mit Koutsogiorgas in Verbindung stand, im Herbst 1988 die Eröffnung eines Bankkontos für Koutsogiorgas in der Schweiz vermittelt hatte. Nach ein paar Wochen machte er eine Einzahlung von 1,2 Millionen US-Dollar auf dieses Konto. Einige Wochen später sandte Koutsogiorgas, der von der Einzahlung Kenntnis hatte, das Geld an Matzouranis zurück und schloss das Konto. Als diese Ereignisse im März 1989 bekannt wurden, behauptete Matzouranis, Koutsogiorgas habe den Eingang der Zahlung erwartet. Koutsogiorgas hingegen erklärte, dass das Konto aus persönlichen Gründen eröffnet worden war und dass die Einzahlung ein Versuch war, ihn erpressbar zu machen. Die Einzelheiten dieser Ereignisse blieben ungeklärt, weil Koutsogiorgas während des Prozesses starb.
Am 18. Mai stimmte das PASOK-Zentralkomitee gegen ihn als Kandidaten für die Parlamentswahlen in Griechenland im Juni 1989, bis die Untersuchung des Falls abgeschlossen sein würde. Am 27. September wurden in einer Parlamentsabstimmung Koutsogiorgas zusammen mit Andreas Papandreou, Dimitris Tsovolas und Giorgos Petsos vor ein eigens eingesetztes Sondergericht geladen, das zur Untersuchung des Koskotas-Skandals eingerichtet worden war. In einer als übertrieben kritisierten Maßnahme wurde der 68-jährige Koutsogiorgas als einziger der Angeklagten am 2. Oktober 1990 im Korydallos-Gefängnis in Untersuchungshaft genommen. Der Schritt wurde von der neuen Regierung unter Konstantinos Mitsotakis (Nea Dimokratia) unterstützt, die wenige Monate zuvor im Wahlkampf versprochen hatte, hart gegen die Korruption der PASOK vorzugehen. Koutsogiorgas legte sofort Berufung gegen diese Entscheidung ein und das Athener Berufungsgericht entließ ihn am 10. Januar 1991 aus der Haft.
Der Prozess begann am 11. März 1991 in einer politisch aufgeheizten Atmosphäre und wurde live im Fernsehen übertragen. Koutsogiorgas’ Befragung des Zeugen der Staatsanwaltschaft, Ioannis Kamaras (Hauptprüfer der Bank von Griechenland), offenbarte viele Mängel der Untersuchungen der Staatsanwaltschaft. Am 11. April brach Koutsogiorgas bei der Befragung eines Zeugen (Stathis Papageorgiou, ehemaliger stellvertretender Leiter der Bank von Griechenland) nach einem Schlaganfall im Gerichtssaal zusammen und starb sieben Tage später. Zu seiner Beerdigung versammelte sich eine große Menschenmenge im Zentrum von Athen und protestierte gegen das Verfahren des Sondergerichts.

## Familie
Menios Koutsogiorgas war verheiratet mit Aliki Koutsogiorga, mit der er drei Kinder hatte. Sein Bruder, Praxitelis (Telis) Koutsogiorgas, war General der griechischen Polizei.

## Ehrungen und Auszeichnungen
- Großoffizier des Ordre national du Mérite der Republik Frankreich
- Großes Goldenes Ehrenzeichen am Bande für Verdienste um die Republik Österreich
- Orden des Infanten Dom Henrique (Ritter), Portugal
- Komtur mit Stern, Verdienstorden der Republik Polen
- Ägyptischer Nil-Orden
- Großkreuz der Republik Zypern
- Großkreuz des Ökumenischen Patriarchen von Konstantinopel
- Medaille des Nationalen Widerstands (1941–44), Griechenland